# O Grande Gatsby (2013)
The Great Gatsby (prt/bra: O Grande Gatsby) é um filme australo-estadunidense de 2013, baseado no romance de 1925 de F. Scott Fitzgerald, dirigido e co-escrito por Baz Luhrmann.
Filmado em 3D, essa quinta adaptação cinematográfica do romance de 1925 foi estrelada por Leonardo DiCaprio, Tobey Maguire, Carey Mulligan, Joel Edgerton, Amitabh Bachchan, Isla Fisher, e Elizabeth Debicki.. O filme remete aos tempos de vida do milionário Jay Gatsby com seu vizinho Nick Carraway, relatando sobre o seu encontro com Gatsby no auge dos loucos anos 1920. O filme deveria ser lançado originalmente em 25 de dezembro de 2012, mas por uma repentina mudança, sua data foi estipulada para 10 de maio de 2013. Ele recebeu críticas mistas dos críticos, mas provou ser um sucesso financeiro. O governo australiano por meios de subsídios fiscais, contribuiu de maneira significativa para o lançamento do filme.
As filmagens começaram em 5 de setembro de 2011, em Sydney, na Austrália. Em 6 de agosto de 2012, foi relatado que o filme estava sendo transferido para uma data de lançamento no verão de 2013 nos Estados Unidos, em virtude de alguns conflitos no cronograma de produção.
Em 2014, o filme foi indicado para duas categorias do Oscar: melhor direção de arte e melhor figurino, vencendo em ambas.

## Sinopse
Veja também: Enredo original
Década de 20. Jay Gatsby (Leonardo DiCaprio) é um bilionário que vive em Long Island. Nick Carraway (Tobey Maguire) se muda para próximo à casa de Jay. Carraway fica fascinado com o estilo de vida de Jay. Aos poucos, Nick passa a frequentar o círculo social de Gatsby e percebe a paixão que ele nutre por Daisy Buchanan (Carey Mulligan), casada com Tom (Joel Edgerto).

## Elenco
- Leonardo DiCaprio - Jay Gatsby
- Tobey Maguire - Nick Carraway
- Carey Mulligan - Daisy Buchanan
- Joel Edgerton - Tom Buchanan
- Elizabeth Debicki - Jordan Baker
- Isla Fisher - Myrtle Wilson
- Jason Clarke - George B. Wilson
- Amitabh Bachchan - Meyer Wolfsheim
- Jack Thompson - Henry C. Gatz
- Adelaide Clemens - Catherine
- Richard Carter - Herzog
- Max Cullen - Owl Eyes
- Heather Mitchell - mãe de Daisy
- Gus Murray - Teddy Barton
- Steve Bisley - Dan Cody
- Vince Colosimo - Michaelis
- Felix Williamson - Henri
- Kate Mulvany - Sra. McKee
- Eden Falk - Sr. Mckee
- iOTA - Trimalchio
- Brendan Maclean - Ewing Klipspringer
- Kasia Stelmach - Geraldine Peacock
- Callan McAuliffe - jovem Jay Gatsby
- Kim Knuckey - Senador
- Stephen James King - Nelson
- Alison Benstead - Anita Loos
- Joel Amos Byrnes - Rowdie
- Chris Proctor - William
- Gemma Ward - Garota Lânguida
- Jens Holck - Monge
- Sam Davis - Garçom
- Brenton Prince - Soldado
- Elliott Collinson - Policial
- Conor Fogarty - Mordomo de Gatsby

## Produção

### Desenvolvimento
Antes desta versão, a obra já tinha inspirado uma ópera e inúmeras adaptações para o cinema, desde o aclamado romance de 1925 de mesmo nome de F. Scott Fitzgerald.  Em dezembro de 2008, a revista Variety informou que esta adaptação cinematográfica do livro era para ser dirigida por Baz Luhrmann, o mesmo cineasta de Austrália, que foi lançado em 2008.
Quando questionado sobre o filme, Luhrmann afirmou que ele planejou o remake para ser mais oportuno, devido ao tema passar pela crítica ao estilo de vida, muitas vezes irresponsável, de pessoas ricas. A fim de se comprometer com o projeto, em setembro de 2010, Luhrmann se mudou com sua família da Austrália para o Chelsea, em Lower Manhattan, onde ele tinha a intenção de filmar O Grande Gatsby. No final de janeiro de 2011, Baz Luhrmann mostrou dúvidas em permanecer a bordo do projeto, antes de decidir ficar.
Em 2010, foi relatado que o filme estava sendo desenvolvido pela Sony Pictures Entertainment, mas em 2011 a Warner Bros estava perto de adquirir um acordo para financiar e ter a distribuição mundial do filme, de acordo com a Deadline Hollywood.

### Elenco

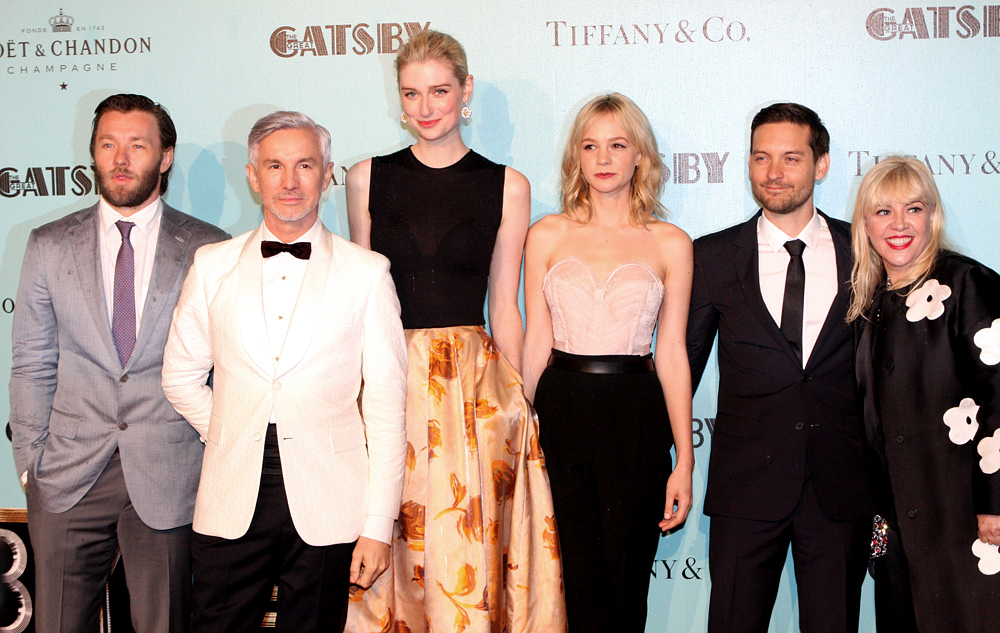
Da esquerda para a direita: Joel Edgerton e diretor Baz Luhrmann, Elizabeth Debicki, Carey Mulligan, Tobey Maguire, e a produtora e designer Catherine Martin na premiere de O Grande Gatsby, Sydney, 22 de maio de 2013

Luhrmann disse que os resultados do processo da oficina de atores do filme e que os testes para papéis em O Grande Gatsby tinham sido "muito encorajador" para ele. Leonardo DiCaprio foi escalado pela primeira vez no papel-título de Jay Gatsby. Tobey Maguire foi escalado para interpretar Nick Carraway. Notícias apontavam Amanda Seyfried para o papel principal de Daisy Buchanan, em outubro de 2010. No mês seguinte Deadline Hollywood informou que Luhrmann estava fazendo testes com inúmeras atrizes, incluindo Keira Knightley, Rebecca Hall, Amanda Seyfried, Blake Lively, Abbie Cornish, Michelle Williams e Scarlett Johansson, bem como considerando Natalie Portman, para Daisy. Logo depois, com o seu compromisso com Cameron Crowe de We Bought a Zoo, Johansson deixou o papel.
Em 15 de novembro, Luhrmann anunciou que Carey Mulligan tinha sido escalada para interpretar Daisy depois de ler o papel em 2 de novembro em Nova York. Ela conseguiu o papel logo após Luhrmann mostrar suas filmagens de audição para os executivos da Sony Pictures Entertainment, Amy Pascal e Doug Belgrad, que ficaram impressionados com o comando da atriz do personagem. Mulligan começou a chorar depois de saber de saber que estava no elenco através de um telefonema de Luhrmann, que lhe informou de sua decisão, enquanto ela estava no tapete vermelho em um evento em Nova Iorque. Luhrmann disse: "Tive o privilégio de explorar o personagem com algumas das atrizes mais talentosas do mundo, cada uma trazendo sua própria interpretação particular, todas as quais foram legítimas e emocionantes. Entanto, específicamente para esta produção especial de O Grande Gatsby, fiquei emocionado para pegar o telefone de uma hora para a jovem atriz britânica indicada ao Oscar Carey Mulligan e dizer-lhe: 'Olá, Daisy Buchanan'".
Em abril, Ben Affleck estava em negociações sobre a desempenhar o papel de Tom Buchanan, mas teve de passar devido a um conflito de agendamento com Argo. Várias semanas depois, Affleck foi substituído por Joel Edgerton. Bradley Cooper havia feito lobby anteriormente para o papel e Luke Evans era um grande candidato. Isla Fisher foi escalada para interpretar Myrtle Wilson. Novata australiana Elizabeth Debicki ganhou o papel de Jordan Baker, logo depois de se formar na Victorian College of the Arts. Quanto ao elenco para o papel de apoio de Jordan, o cineasta disse que o personagem deve ser "tão minuciosamente examinado como Daisy, para esta produção, para este tempo", acrescentando, "É como o Hamlet de Olivier era o Hamlet certo para o seu tempo. Quem diria Hamlet ser hoje? Mesmo com a Jordan ou a Daisy". Em junho de 2011, Jason Clarke foi escalado como George B. Wilson. Além disso, o ator indiano Amitabh Bachchan faz uma aparição como Meyer Wolfshiem, este foi seu primeiro papel em Hollywood.

### Filmagem
O Grande Gatsby foi planejado para ser filmado na área de Nova York, onde o romance se passa, a partir de junho de 2011. O diretor em vez disso optou por filmar a filmagem principal em Sydney. As filmagens começaram em 5 de setembro de 2011, na Fox Studios Australia e terminou em 22 de dezembro de 2011, com gravações adicionais filmadas em janeiro de 2012. Originalmente programado para um lançamento em dezembro de 2012, em 06 de agosto de 2012, foi informado que o filme estava sendo transferido para uma data de lançamento do verão 2013. Em setembro de 2012, esta data foi confirmada em 10 maio de 2013. O filme abriu o 66º Festival de Cannes em 15 de maio de 2013, logo após a sua liberação, em formatos RealD 3D e 2D.

#### Sets

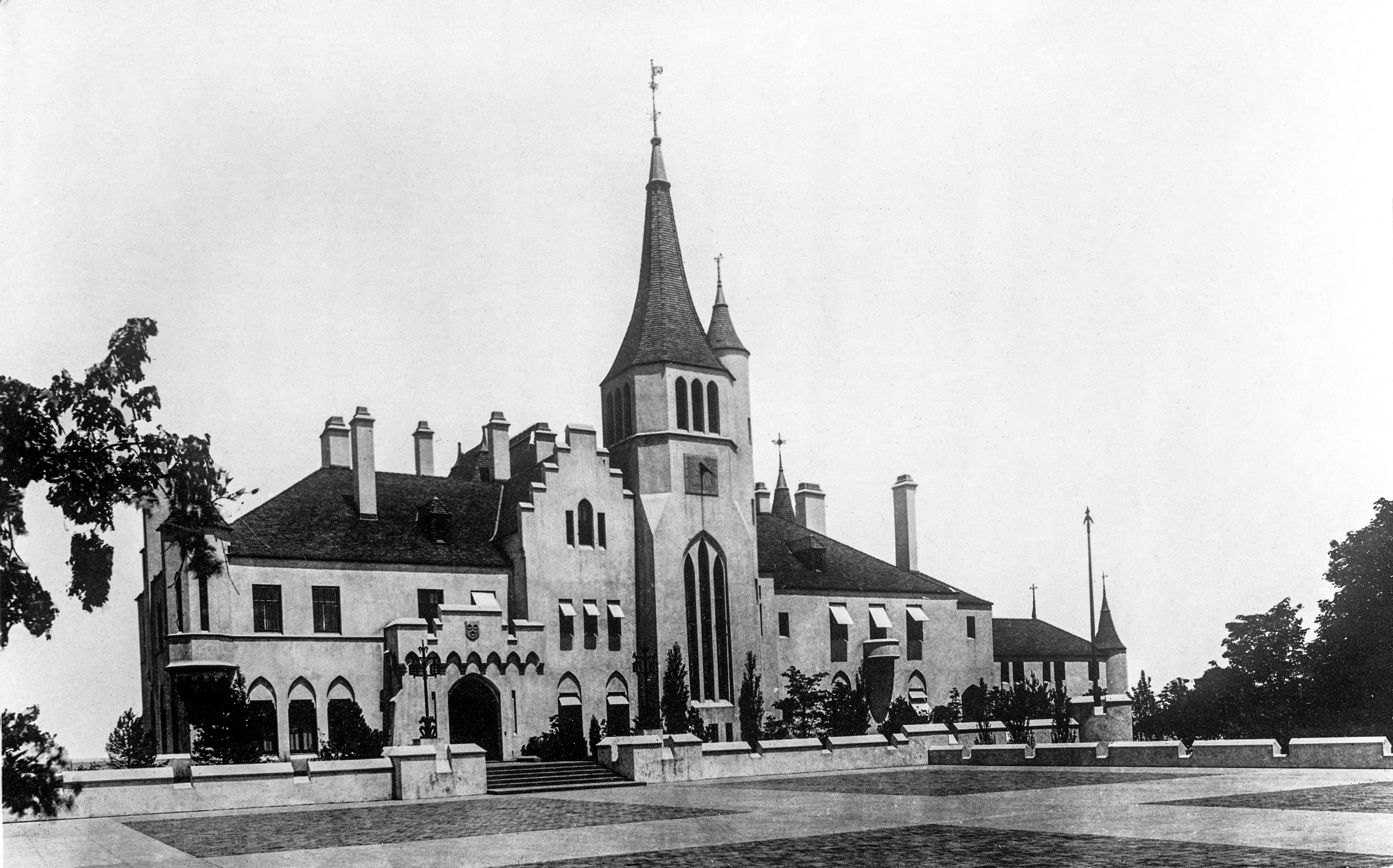
Beacon Towers em 1922, durante o período em que Fitzgerald teria conhecido

Ao criar o cenário de fundo para o mundo retratado no filme, desenhista Catherine Martin afirmou que a equipe de estilo dos conjuntos interior da mansão de Jay Gatsby com opulência dourada, em um estilo que mistura o gosto estabelecimento com Art Deco  As longas ruínas do Beacon Towers considerado por estudiosos a ter parcialmente inspirado Fitzgerald na propriedade de Jay Gatsby, foi usado como inspiração principal para a casa de Gatsby no filme. As filmagens para o exterior da mansão de Jay Gatsby foi o prédio da faculdade do International College of Management, Sydney, Algumas inspirações também foram elaboradas a partir de outras mansões da Gold Coast, incluindo o Castelo Oheka e La Selva Mansion. Características evocando as mansões de Long Island foram adicionados na pós-produção.
A inspiração para a versão cinematográfica da propriedade Buchanan veio de Old Westbury Gardens. O exterior da mansão foi construída em um estúdio, com realces digitais acrescentados. Os conjuntos de interiores para a mansão Buchanan foram inspirados pelo estilo de Hollywood Regency.
A casa de Nick Carraway foi concebido como uma casa de campo íntimo, em contraste com a grandiosidade da mansão vizinha Gatsby. Objetos escolhidos aderidos a um tema central do que os designers viram como clássico Long Island. A arquitetura evoca Artes e Ofícios americanos, com mobiliário Gustav Stickley do tipo dentro e um estilo Adirondack da cadeira de balanço para fora.
A cena de abertura foi filmada em Rivendell Child, Adolescent and Family Unit em Concord, Sydney, a poucos quilômetros do Estádio Olímpico de Sydney 2000.

#### Vestuário
Muitos designers de vestuário foram abordados em colaboração de figurinos do filme. O Grande Gatsby alcançado o olhar icônico de 1920, alterando peças de arquivos da moda de Prada e Miu Miu. Martin também colaborou com Brooks Brothers, uma vez que um doador de ternos de Fitzgerald para os trajes usados pelos membros do elenco masculino e extras. Tiffany and Co. também estavam envolvidos, ajudando a trazer à vida as jóias, tanto a partir do arquivo de Tiffany, bem como peças originais criados para o filme. Suporte adicional veio de Fogal para meias e MAC para cosméticos.
Catherine Martin e Miuccia Prada estavam por trás do guarda-roupa e trabalharam em conjunto para criar peças com o "toque europeu que estava surgindo entre as multidões aristocráticas da Costa Leste na década de 1920"
Historiadores de trajes do período, no entanto, disseram que as fantasias não eram autênticas, mas modernizou a moda do período de 1920 a se parecer mais com as tendências modernas. Mais importante ainda, as mulheres se vestiam para enfatizar seus seios, como o sutiã push-up de Daisy, em contraste com as modas sem peito da época. Enquanto o livro foi criado em 1922, o filme incluído modas de toda a década de 1920 e até a década de 1930. Muitas das modas dos arquivos eram conceitos de passarelas e revistas de moda que nunca foram usados pelas mulheres na vida real. Martin diz que ela tomou os estilos dos anos 1920 e os fez mais sexy, e estava tentando interpretar estilos de 1920 para um público moderno. Alice Jurow, da Sociedade de Art Deco da Califórnia, disse que ela amou o filme, mas a maioria de seus membros preferem mais filmes de época perfeita. Os trajes dos homens eram mais autêntica, exceto que as calças estavam muito apertadas.
Com um orçamento estimado de US$ 127 milhões, as filmagens ocorreram entre 1 de setembro e 23 de dezembro de 2011. Inicialmente, O Grande Gatsby foi planejado para ser filmado em Nova York. Logo depois foi decidido iniciar as filmagens em Sydney, uma parte das filmagens ocorreu em Manly no Colégio Internacional de Gestão, Sidney.

## Trilha sonora
A trilha sonora foi produzida por Jay-Z e The Bullitts.
Escrita por Lana Del Rey e  o diretor do filme, Baz Luhrmann, a canção "Young and Beautiful" será lançado como single. Um trecho da faixa apareceu no trailer oficial do filme e tocada durante a cena em que os personagens retratados por Leonardo DiCaprio e Carey Mulligan expressam seus sentimentos românticos um pelo outro. A revista de Hip-Hop Rap-Up chamou o single de "assombração", enquanto a MTV chamou de "sombrio". A faixa executada por Florence and the Machine, "Over the Love" refere-se ao tema "green light" do romance em suas letras. Chris Payne da Billboard elogiou o cover de Beyoncé e André 3000 da canção "Back to Black ", originalmente cantada por Amy Winehouse.
| Edição padrão  |                                                                          | |                          |         |  |
| N.º            | Título                                                                   | Compositor(es) | Intérpretes              | Duração |  |
| 1.             | "100$ Bill"                                                              | Non Music Work, Shawn Carter & Evan Mast | Jay-Z                    | 3:20    |  |
| 2.             | "Back to Black" (ft. André 3000)                                         | Mark Ronson; Amy Winehouse | Beyoncé                  | 3:21    |  |
| 3.             | "Bang Bang"                                                              | William Adams; Sandro Silva; Quintino; Cecil Mack; Sonny Bono                                                                                        | will.i.am                | 4:39    |  |
| 4.             | "A Little Party Never Killed Nobody (All We Got)" (ft. Q-Tip & GoonRock) | David Listenbee, Jordan Orvash, Maureen Ann McDonald, Francesca Richard, Andre Smith, Stacy Ferguson, Alexander Scott, Andrea Martin & Kamaal Fareed | Fergie                   | 2:17    |  |
| 5.             | "Young and Beautiful"                                                    | Elizabeth Grant; Rick Nowels | Lana Del Rey             | 3:56    |  |
| 6.             | "Love Is the Drug" (ft. The Bryan Ferry Orchestra)                       | Bryan Ferry; Andy Mackay | Bryan Ferry              | 2:41    |  |
| 7.             | "Over the Love"                                                          | Florence Welch | Florence and the Machine | 4:21    |  |
| 8.             | "Where the Wind Blows"                                                   | Andrea Martin, D. Doughtery & P. Ponce | Coco O.                  | 3:50    |  |
| 9.             | "Crazy in Love" (ft. The Bryan Ferry Orchestra)                          | Beyoncé Knowles; Shawn Carter; Rich Harrison; Eugene Record                                                                                          | Emeli Sandé              | 3:08    |  |
| 10.            | "Together"                                                               | Romy Madley Croft, Oliver Sim & James Smith | The xx                   | 5:25    |  |
| 11.            | "Hearts a Mess"                                                          | Wally De Backer, Irving Burgie & William Attaway | Gotye                    | 6:04    |  |
| 12.            | "Love Is Blindness"                                                      | Bono | Jack White               | 3:18    |  |
| 13.            | "Into the Past"                                                          | Craig Armstrong, Joseph Ray, Daniel Stephens & Alana Watson                                                                                          | Nero                     | 5:17    |  |
| 14.            | "Kill and Run"                                                           | Sia; Chris Braide | Sia                      | 3:35    |  |
| Duração total: | Duração total:                                                           | Duração total: | Duração total:           | 56:56   |  |

## Recepção

### Bilheteria
O Grande Gatsby ganhou US$ 144,8 milhões na América do Norte e 204 milhões em outros países, para um total mundial de US$ 348,8 milhões.
Na América do Norte, O Grande Gatsby ganhou 19,4 milhões de dólares em sua abertura de sexta-feira, incluindo 3,25 milhões de dólares a partir de quinta-feira noite e shows da meia-noite. Ele passou a terminar em segundo lugar, atrás de Homem de Ferro 3, durante sua semana de estréia, com 51,1 milhões de dólares. Esta foi a sexta maior fim de semana de abertura para um filme que não estreou em primeiro lugar, a segunda maior fim de semana de abertura para um filme estrelado por Leonardo DiCaprio atrás de Inception, e filme de maior bilheteria de Luhrman.

### Resposta da crítica
O Grande Gatsby recebeu críticas mistas dos críticos. A neta de Fitzgerald elogiou o estilo e a música do filme.
Rotten Tomatoes dá uma pontuação de 49%, com base em comentários de 253 críticos. O site comentou que "embora certamente ambicioso—e tão visualmente deslumbrante como se poderia esperar—Baz Luhrmann de O Grande Gatsby enfatiza esplendor visual à custa do coração vibrante de seu material de origem". Metacritic dá ao filme uma pontuação de 55 indicando "críticas mistas ou médias", com base em 45 avaliações de críticos.
O público entrevistados pela empresa de pesquisa de mercado CinemaScore deram para O Grande Gatsby um grau "B", em média.

## Prêmios e indicações
People's Choice Awards (2014)
- Indicado
  - Filme de Drama Favorito[53]
- Venceu
  - Ator favorito de filme dramático (Leonardo DiCaprio)[53]

Óscar 2014 (2014)
- Venceu
  - Melhor figurino[54]
  - Melhor design de produção[54]